# Кызыл-Балык
Кызыл-Балык (каз. Қызыл Балық, до 2022 г. — Атырау) — село в Атырауской области Казахстана. Находится в подчинении городской администрации Атырау. Административный центр Атырауского сельского округа. Код КАТО — 231035100.

## Население
В 1999 году население села составляло 2347 человек (1180 мужчин и 1167 женщин). По данным переписи 2009 года в селе проживали 2202 человека (1184 мужчины и 1018 женщин).

## Галерея

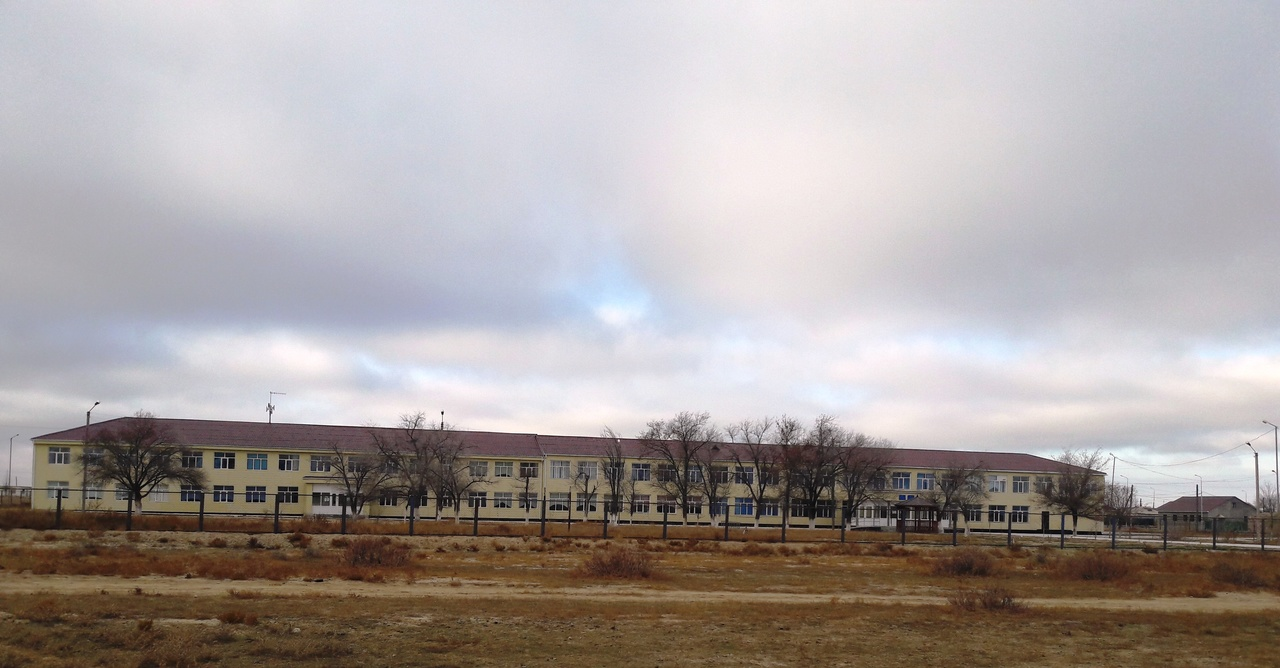
Кызылбалык, ср.школа
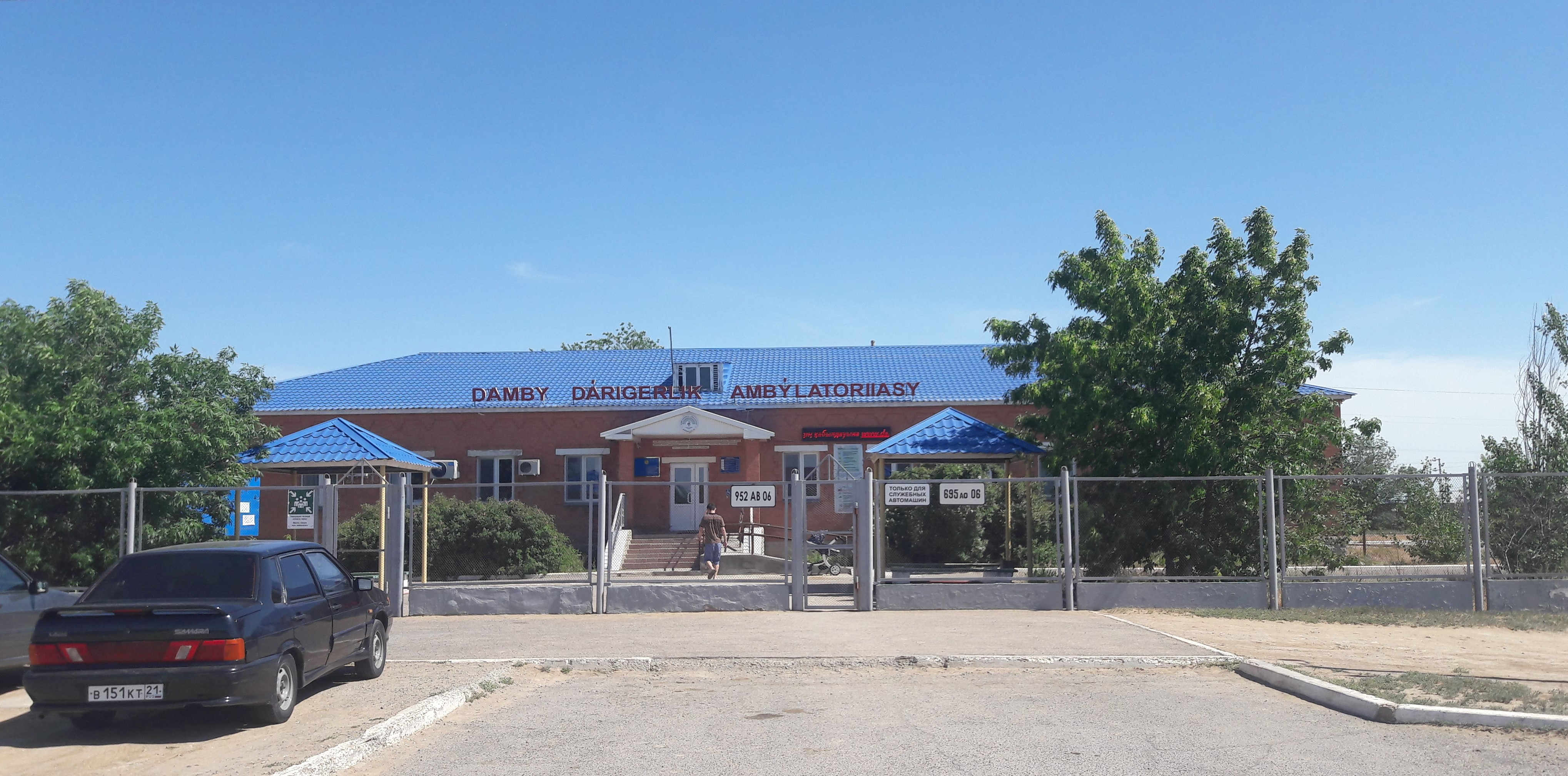
Кызылбалык, сельская больница